# Press- und Hammerwerk Ost

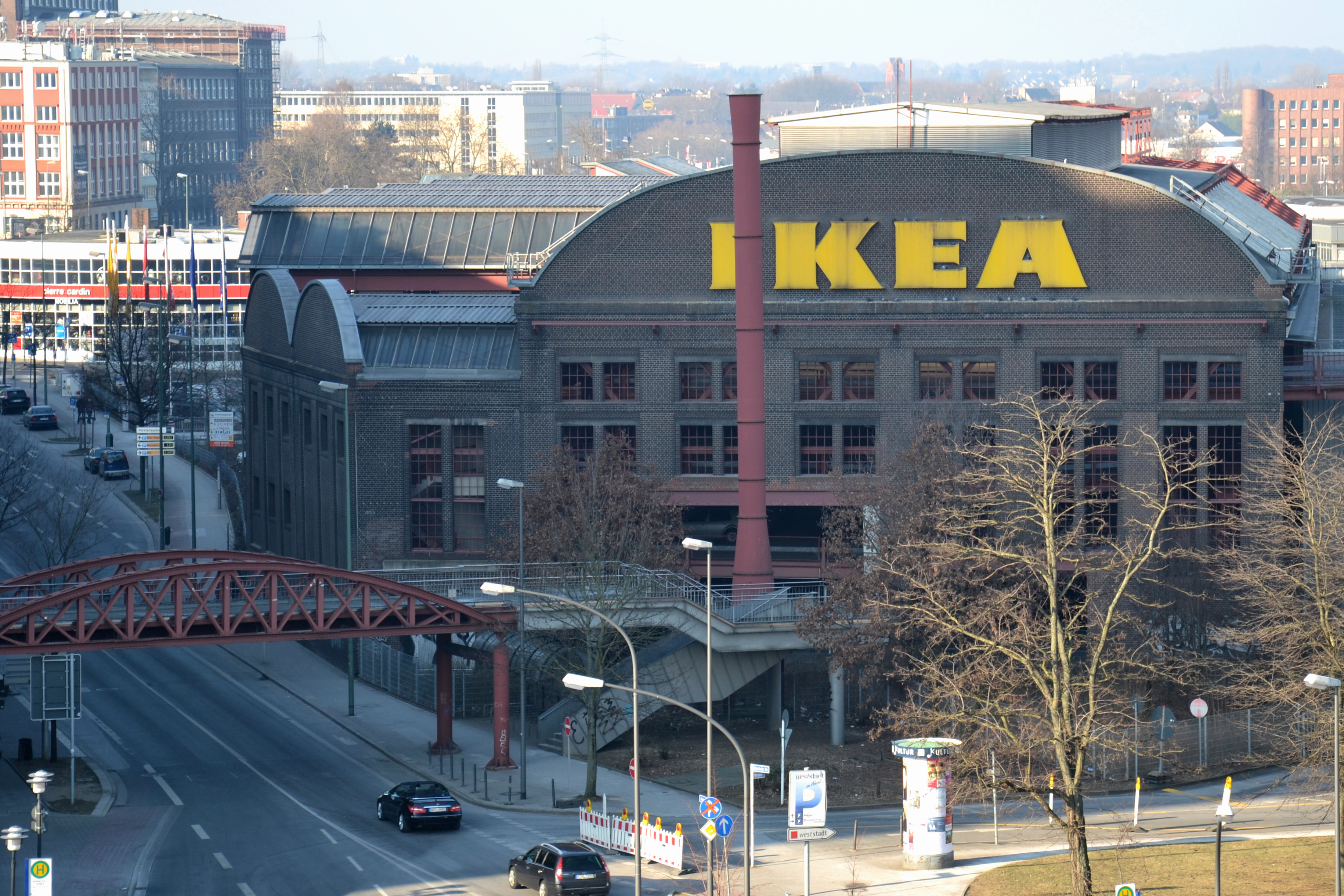
Ehemaliges Press- und Hammerwerk Ost

Das Press- und Hammerwerk Ost war Teil der Krupp-Gussstahlfabrik. Seit 1992 dient die nun umgestaltete, unter Denkmalschutz stehende Werkhalle im Westviertel der Stadt Essen einem Möbelhaus als Parkhaus.

## Geschichte
Das Werksgebäude des ehemaligen Press- und Hammerwerkes wurde in den Jahren 1915 bis 1917 errichtet. Es bildete mit der gegenüberliegenden VIII. Mechanischen Werkstatt, dem heutigen Colosseum Theater, und der davorliegenden Werksbahnbrücke aus dem Jahr 1872 einen repräsentativen Haupteingangsbereich von der Altstadt der Stadt Essen in die sogenannte Kruppstadt. So hob sich deren anspruchsvolle Gestaltung von den anderen Werksgebäuden ab.
Im Gegensatz zur ansonsten im Zweiten Weltkrieg schwer getroffenen Gussstahlfabrik, die zu dieser Zeit hauptsächlich Rüstungsgüter produzierte, blieb das Gebäudeensemble dieser beiden Werkhallen erhalten. Dazu zählt auch das Backstein-Werksgebäude der ehemaligen Geschossdreherei, westlich der VIII. Mechanischen Werkstatt befindlich. Dieser Backsteinbau aus dem Jahr 1873 ist das einzig erhaltene Gebäude der ehemaligen Gussstahlfabrik, das bereits zu Lebzeiten von Alfred Krupp existierte. Es ist heute Sitz des Zentrums für Türkeistudien.
Im Press- und Hammerwerk wurde 1929 die größte Schmiedepresse der Welt in Betrieb genommen. Mit ihren 15.000 Tonnen Presskraft ermöglichte sie das Schmieden von Hochdruckkesseln aus Rohblöcken von bis zu 300 Tonnen Gewicht. Diese dampfhydraulische Presse wurde nach dem Krieg demontiert und ins damalige Jugoslawien verbracht, jedoch nicht wieder aufgebaut.
Nachdem die Werkhalle am 13. September 1990 unter Denkmalschutz gestellt wurde, baute man sie zu einem Parkhaus um. Die charakteristische Backsteinfassade samt Stahlkonstruktion blieb dabei erhalten. Seit 1992 wird dieses Parkhaus vom angrenzenden, schwedischen Möbelhaus genutzt.

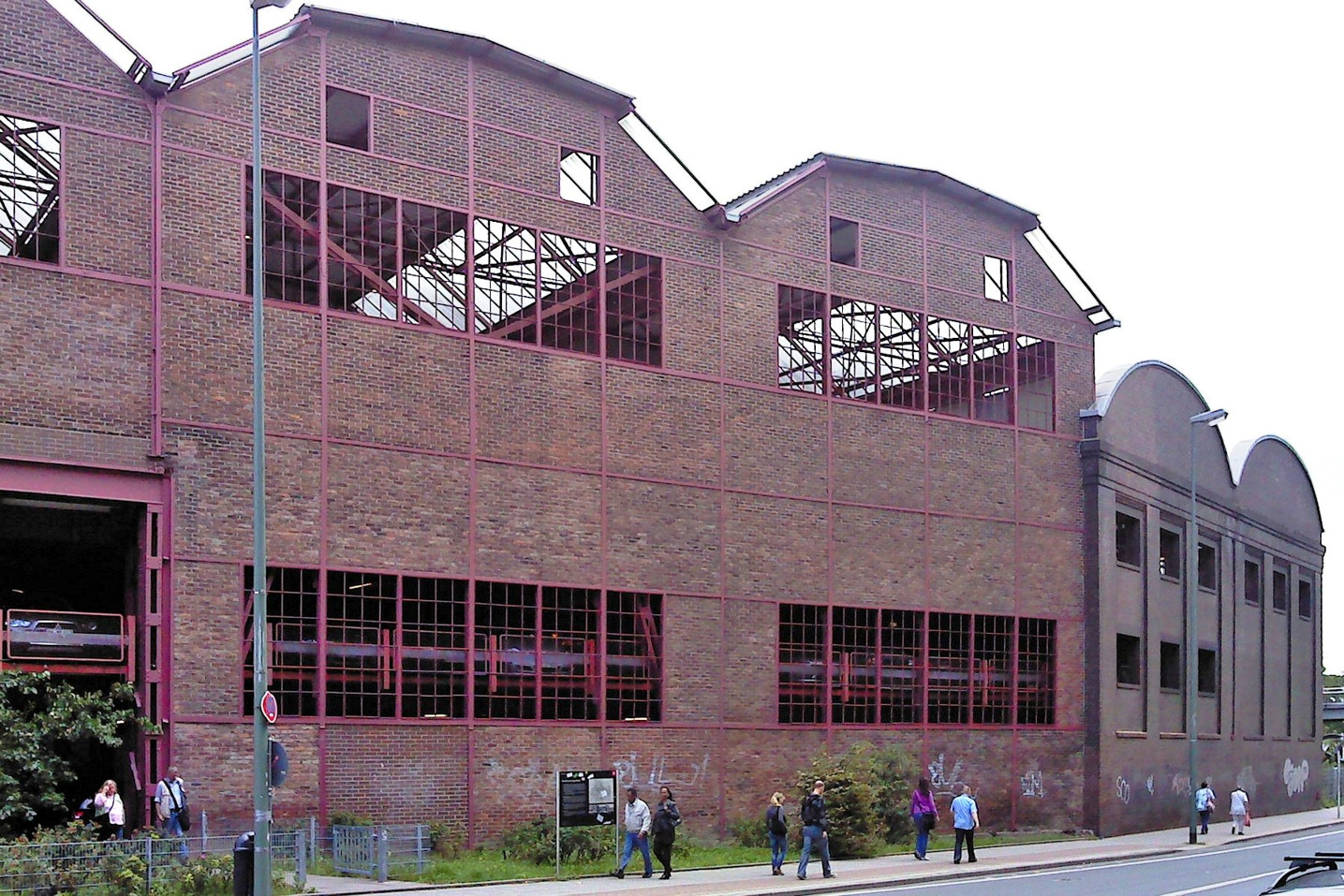
Blick von der Altendorfer Straße
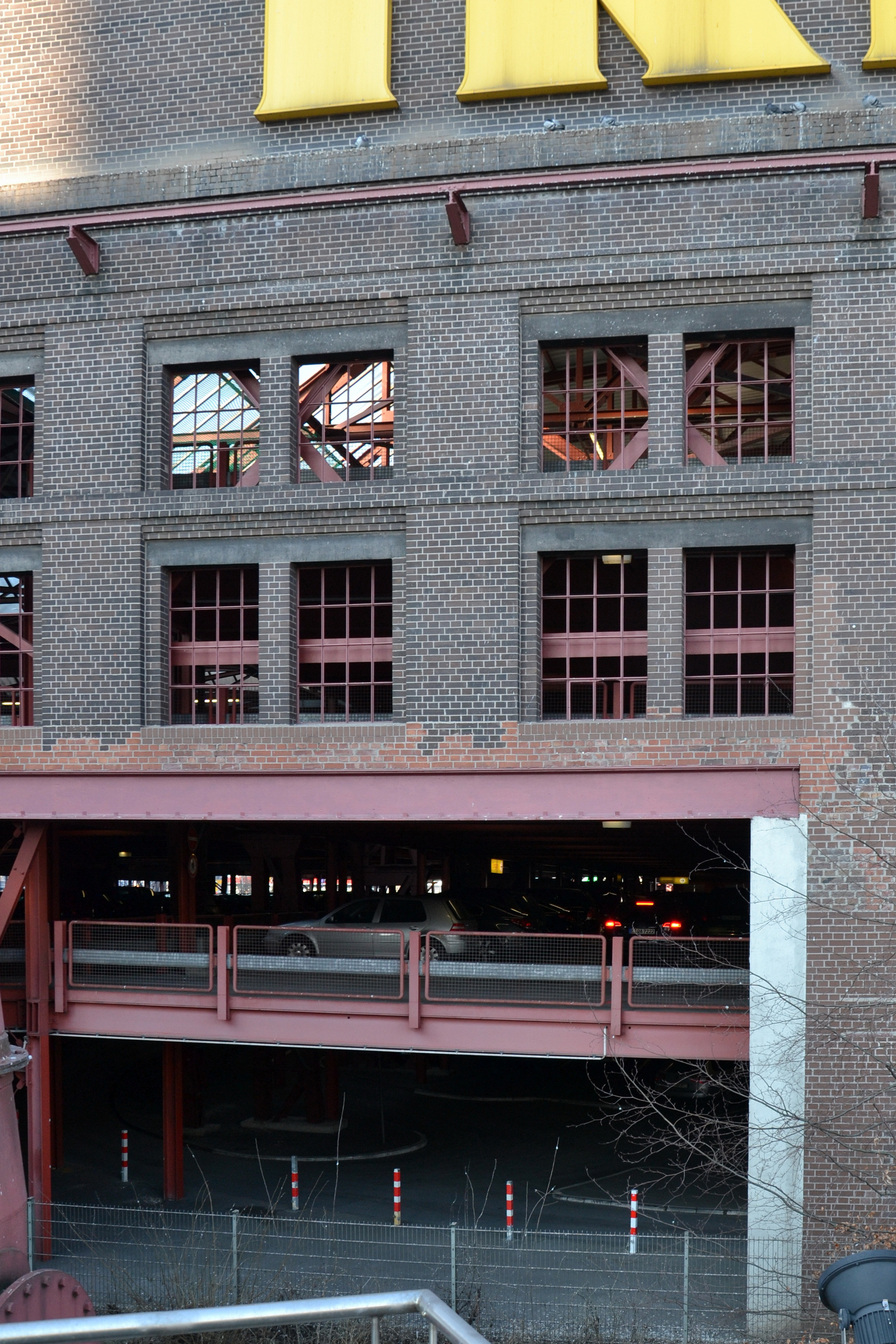
Eingezogene Parkebenen
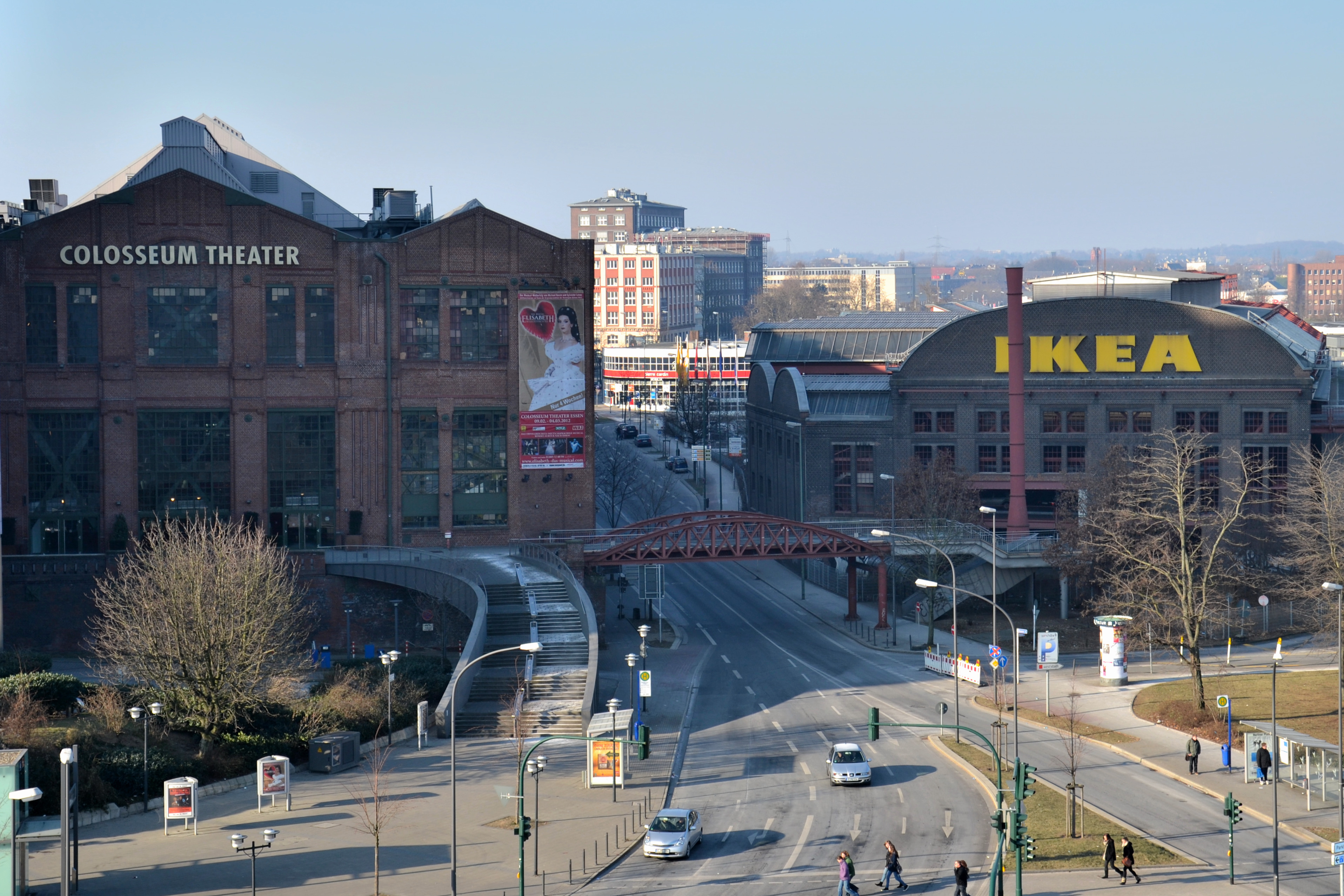
Ehem. Eingang zur Krupp-Gussstahlfabrik, links Colosseum Theater, rechts Press- und Hammerwerk
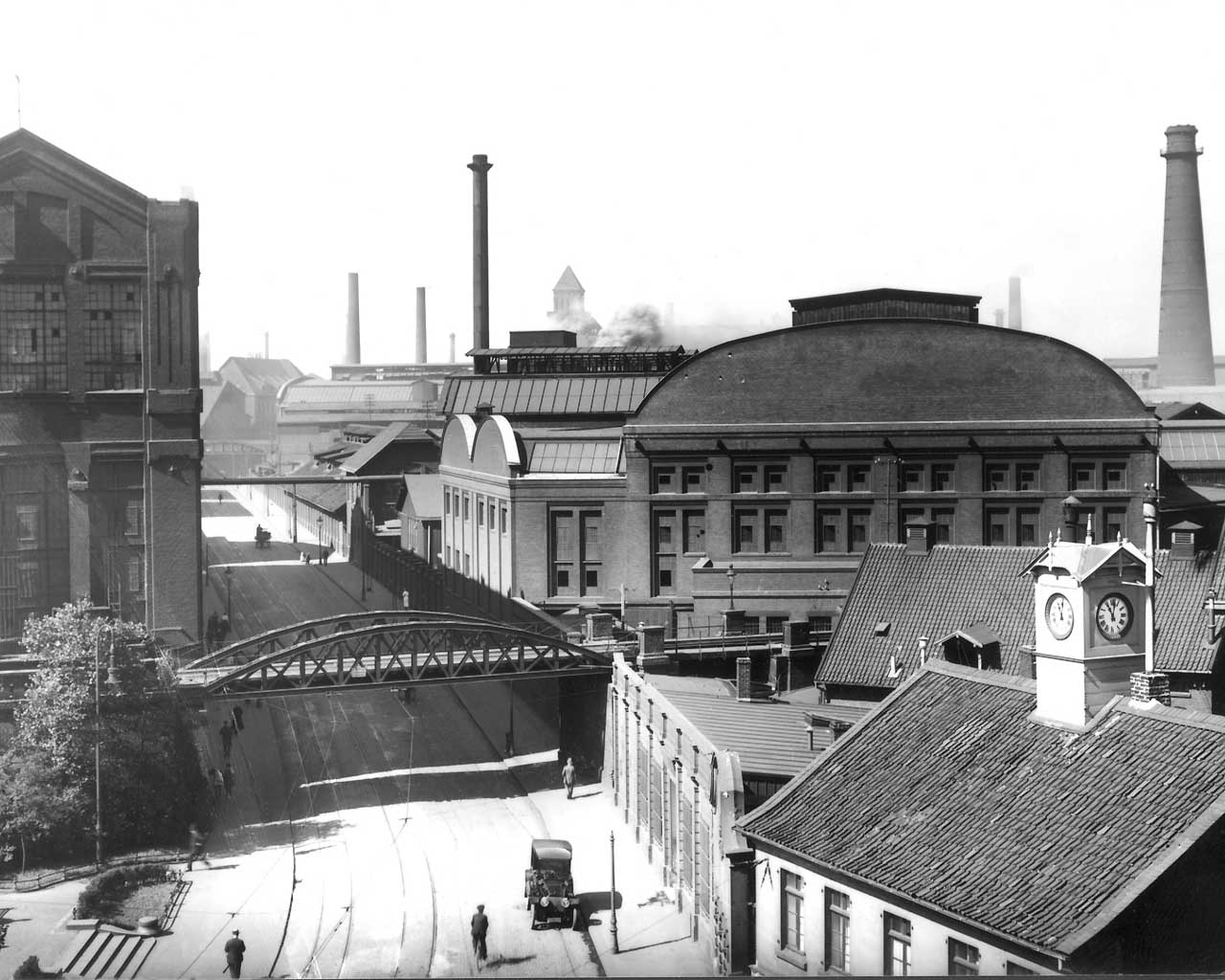
Eingang zur Krupp-Gussstahlfabrik um 1910